# Anabarhynchus tasmanicus
Anabarhynchus tasmanicus är en tvåvingeart som beskrevs av Lyneborg 2001. Anabarhynchus tasmanicus ingår i släktet Anabarhynchus och familjen stilettflugor. Inga underarter finns listade i Catalogue of Life.